# Стортинг (станция метро)
Подземная станция метрополитена Осло, находящаяся в Общем Туннеле. Расположена в самом сердце центра города, рядом со зданием норвежского парламента — Стортинга. Эта станция, являющаяся «нулевым километром» сети метрополитена Осло, входит в состав всех маршрутов метрополитена.

## История
С момента открытия трамвайной сети Осло в 1875 году, на месте станции, около здания суда, была остановка трамвая.
22 мая 1969 года Городской совет Осло принял решение о строительстве станции метрополитена в этом месте, а также пересадочной станции около Норвежского национального театра. В 1972 году началось строительство станции, в ходе которого были выявлены первые протечки, не устранённые к моменту открытия станции.
9 января 1977 года станция была открыта под названием «Центр» (Sentrum), обеспечив связь с восточной частью метрополитена. С момента запуска движения в январе обнаружилось, что пути были проложены слишком низко: нормальный выход на платформу (как и вход с неё) был не возможен ни в один из используемых типов вагонов, в связи с чем возникла необходимость переложить пути выше.
В 1978 году стало ясно, что протечки на станции выходят из-под контроля, но лишь в феврале 1983 года станция была закрыта для их полного устранения, и предполагалось, что станцию получится повторно открыть в 1984 году. Причинами протечек были как использование недопустимой марки бетона при строительстве станции, так и неправильный метод её строительства. В договорах о строительстве всё было указано верно, но после выбора подрядной организации между ней и муниципалитетом было заключено соглашение об использовании иного метода строительства, который, наряду с низким качеством бетона, сделал неизбежным возникновение протечек. Для обеспечения ремонта станции в 1986 году муниципалитет предъявил иск о взыскании 158 миллионов норвежских крон с подрядной организации.
7 марта 1987 года станция, уже с новым названием, была открыта повторно, обеспечив связь не только с восточной, но и с западной частью метрополитена — к тому времени завершилось создание Общего Туннеля.
До 1993 года станция была конечной: две из четырёх её платформ использовались для поездов, прибывающих с востока, а другие две — для поездов, прибывающих с запада.

## Галерея

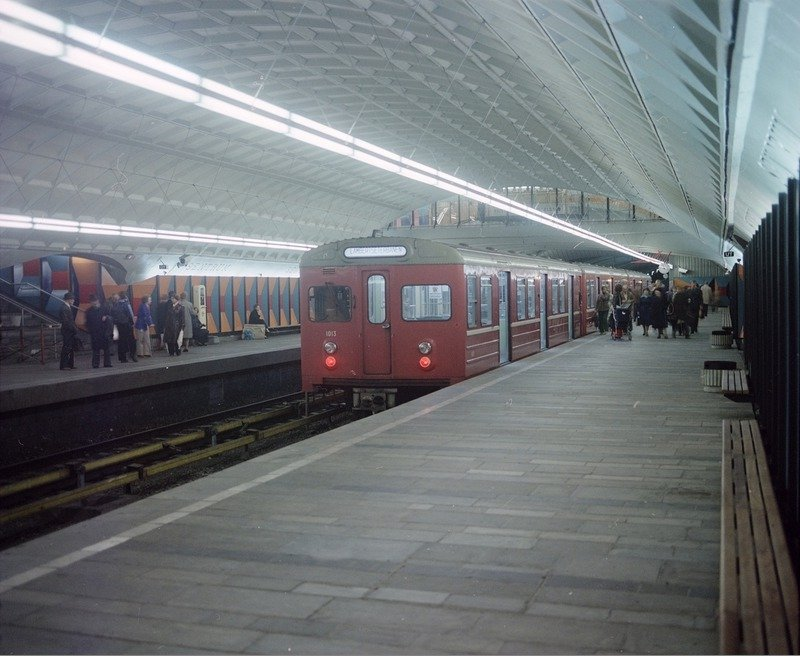
Станция «Центр» (до переименования)
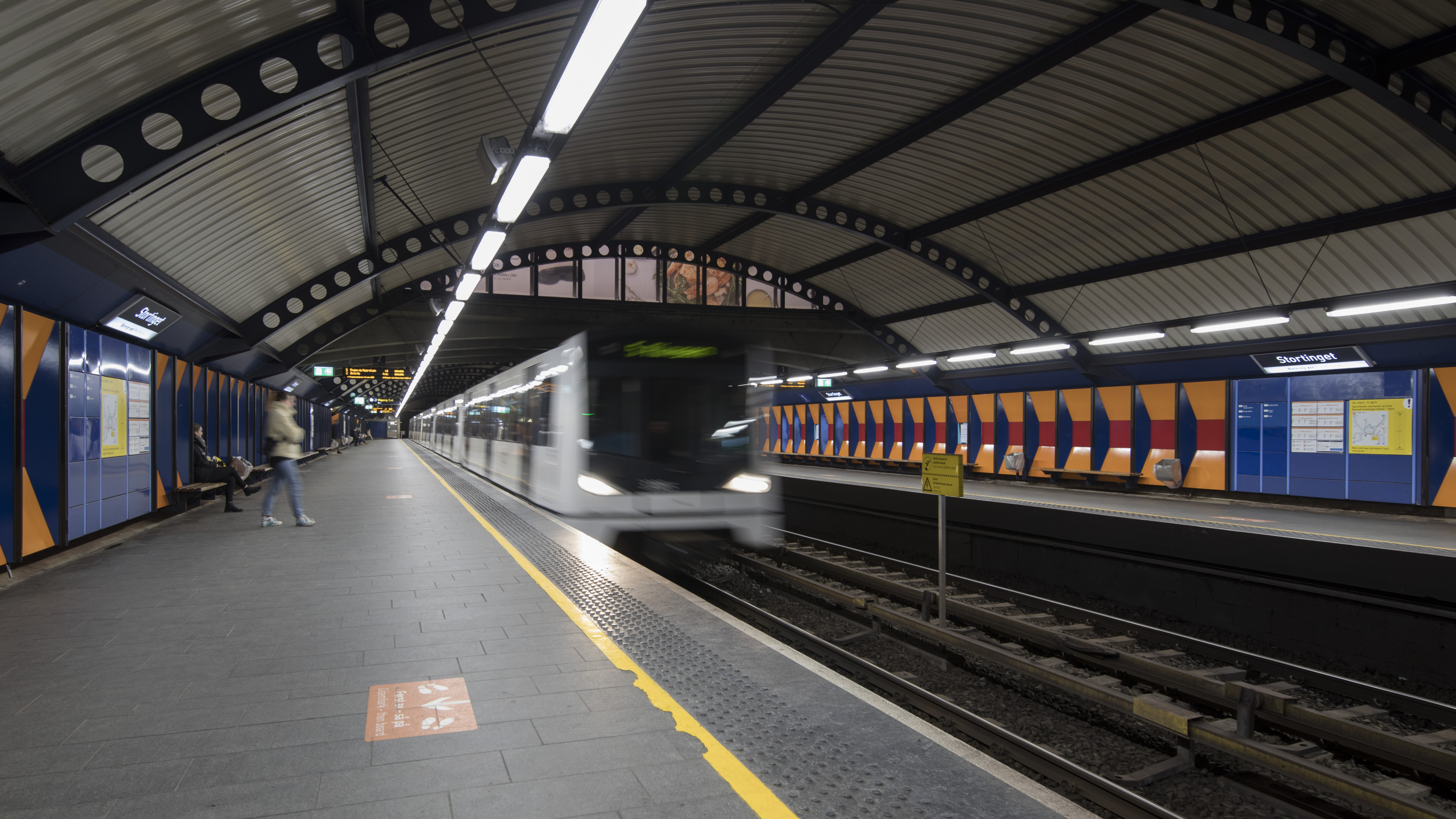
Поезд на посадочной платформе
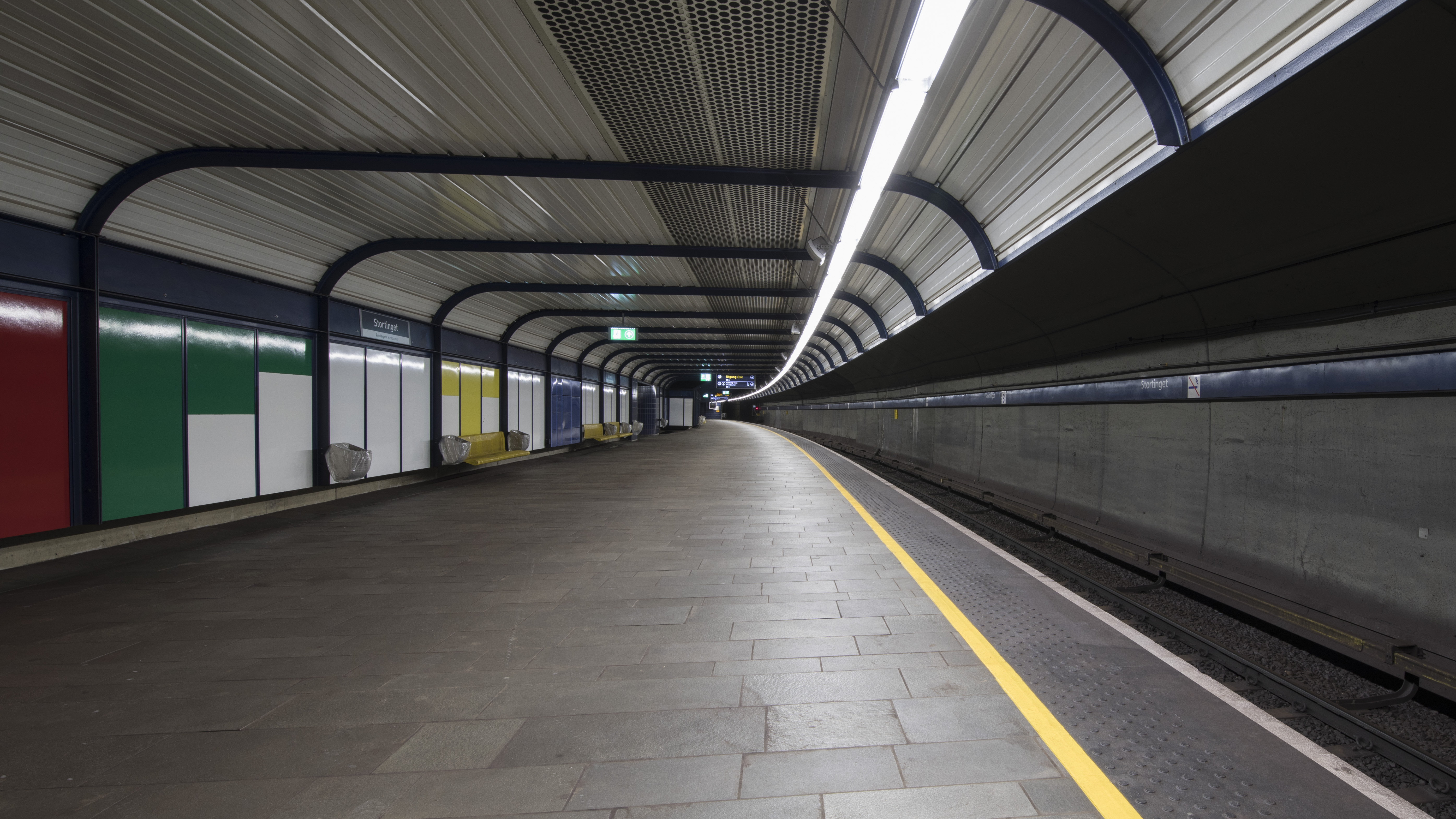
3 путь, только для поездов, для которых эта станция — конечная
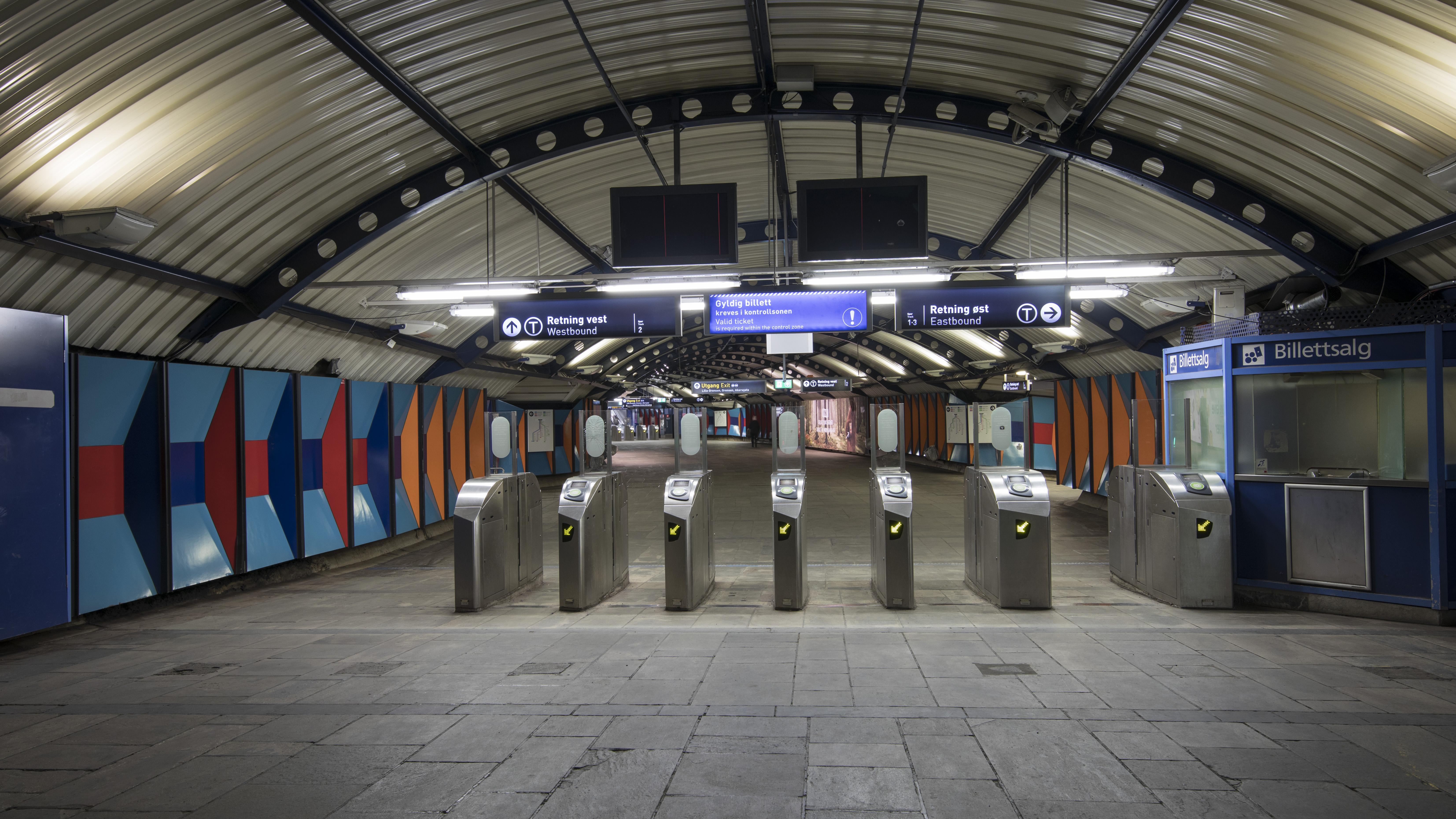
Турникеты и эскалаторы
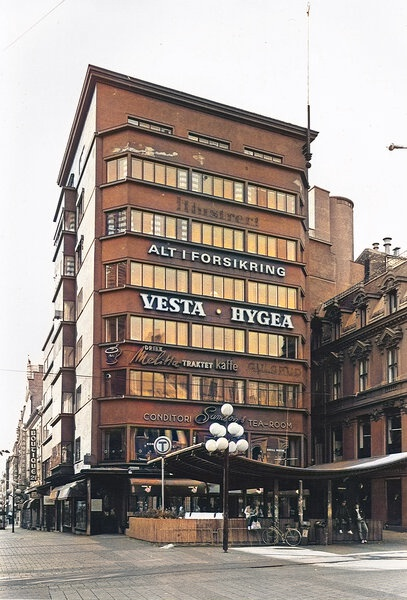
Крытый вход на станцию, построен в 1975, снесён в 1987 году